# シラン (化合物)
シラン（英: silane）とはケイ素の水素化物で化学式SiH4、分子量32.12の無機化合物である。水素化ケイ素（すいそかケイそ）とも呼ばれる。特異な臭気を有する無色の気体であり、液化ガスとして入手が可能である。
ケイ素数2、3の高級水素化物はそれぞれジシラン、トリシランと呼ばれ、それと区別するためにSiH4はモノシランとも呼ばれる。

## 概要
空気中の酸素によりすみやかに酸化されて水と二酸化ケイ素に分解し、シランの濃度が高ければ着火源がなくても自発的に発火燃焼する。燃焼に伴い、二酸化ケイ素のフュームが発生するので吸い込まないように注意が必要である。また、刺激性が強く、吸引すると肺気腫を引き起こす恐れがある。
シラン中の水素原子はケイ素を中心とした正四面体の各頂点に位置している。アルカン同様に極性が小さく、ヘキサン、エーテルなどの有機溶媒によく溶ける。アルコール類とはゆっくりと反応する。もっとも単純な気体状のケイ素化合物であり、半導体製造に用いられる特殊材料ガスの代表である。

## 性質
シランはメタンのケイ素アナログである。ケイ素と比較して水素の電気陰性度が大きいため、このSi–H結合の極性はメタンのC–H結合の極性と逆である。この逆転した極性の一つの帰結として、シランは遷移金属と錯体を形成しやすい。2つ目の帰結は、シランが自然発火性ということである。すなわち、シランは外部点火を必要とせずに、空気中で自然発火する。しかしながら、入手できる（しばしば相反する）燃焼データを説明するのが困難なのは、シラン自身は安定であることや、生産の間により大きなシランが自然に形成されるという事実のせいであり、湿気といった不純物や容器表面の触媒効果に対する燃焼の影響の受けやすさがその自然発火性の原因となる。420 ℃以上で、シランはケイ素と水素へ分解する。したがって、シリコンの化学蒸着に使うことができる。
Si–H結合の強さは約384 kJ/molであり、H2中のH–H結合よりも約20% 弱い。その結果として、Si-H結合を含む化合物はH2よりも反応性が高い。Si–H結合の強さはその他の置換基によって多少は影響を受ける。SiHF3、SiHCl3、SiHMe3中のSi–H結合の強さはそれぞれ419、382、398 kJ/molである。
沸点は-112℃と低めな割に臨界点は-3.5℃、47.8[atm]と比較的温和である。

## 危険性

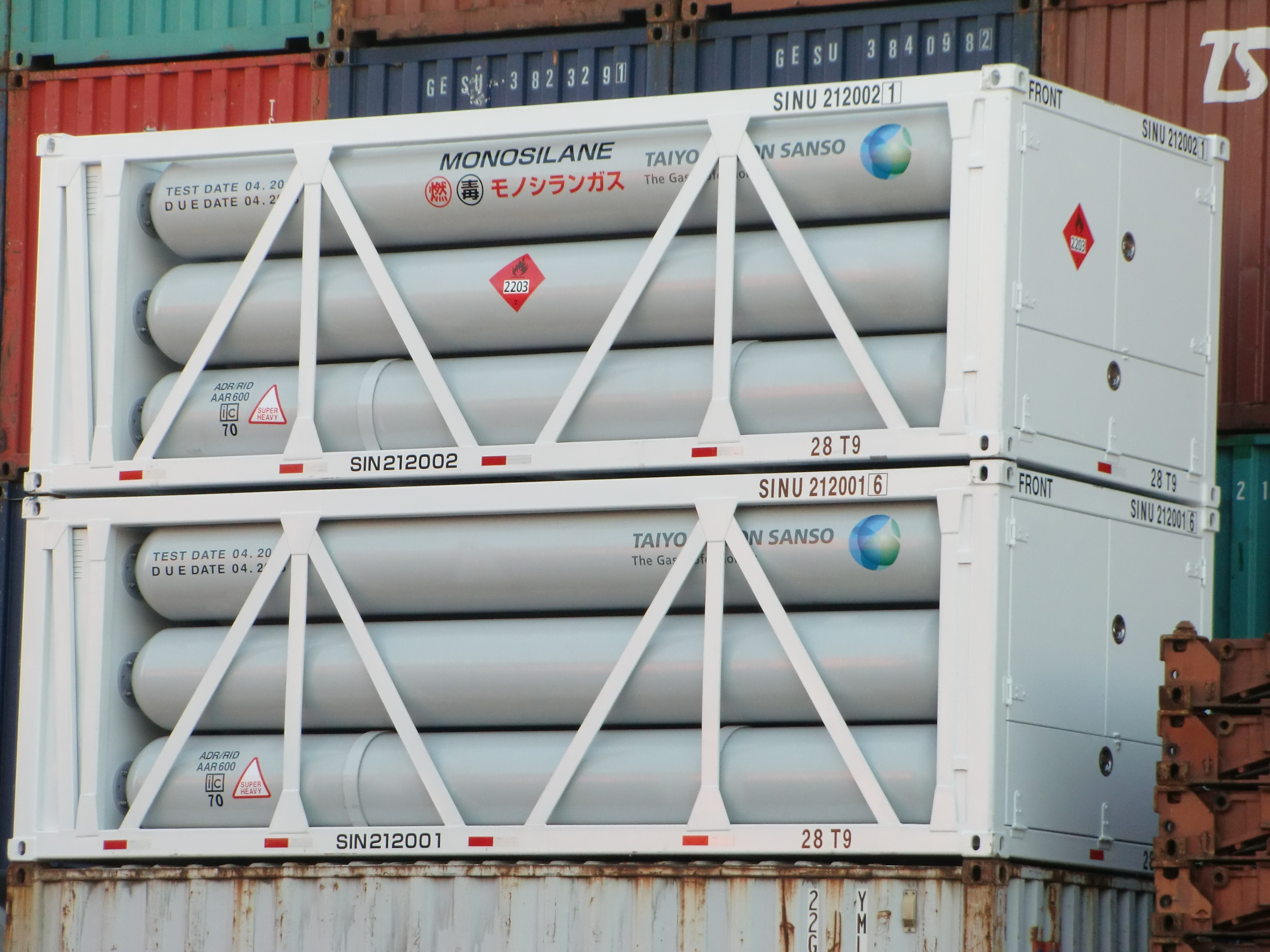
コンテナで輸送されるモノシランガス。可燃性、毒性の警告表示が見て取れる。

シランは空気中で自然発火し水、ハロゲンと反応するため大変危険である。
とはいえ、大量の水で冷却、消火することもあるが、ハロゲン系消火剤の使用は禁忌である。二酸化炭素、粉末消火剤を使うと良い。
1991年大阪大学シランガス爆発事故では酸化剤である亜酸化窒素が逆止弁のOリングを腐食、シランガスボンベに逆流引火し結果2名死亡、5名負傷の惨事となった。以降特定高圧ガスに指定され数量によらず届け出が必要である。
対策として、前駆体を用いることで簡便かつ安全に取り扱うことを可能とした方法が開発されている。

## 製法
実験室レベルの製法では、ケイ化マグネシウムと塩酸ないし塩化アンモニウムの反応で生じる。現在ではこの方法は副生物ジシランを目的として使われる程度である。他ケイ素、水素を原料とする不均化反応法があり、工業的生産ではこちらがもっぱら用いられる。

## ポリシラン
一般式SinH2n+2 (n > 2) の化合物の総称。ケイ素数が規定できるものはオリゴシランと呼ばれることもある。性質はケイ素を炭素に置換したアルカンとはかなり異なり、低い最低遷移エネルギーを持つなどの興味深い性質を示す。一般にはケイ素−ケイ素結合を構築する反応としてはハロシランのアルカリ金属によるウルツ型カップリングのみが採用されるため、アルカンに比べると化合物の多彩さに欠く。
母体の水素置換体は空気中の酸素により爆発的に酸化され、自発的な燃焼を伴うので取り扱いが困難であることから、ケイ素上にアルキルもしくはアリール基を有する誘導体の研究が多い。特殊高圧ガスである。

## 有機シラン
現在までに多くのシラン誘導体が合成されている。メチル化物であるテトラメチルシランは、核磁気共鳴分光法におけるプロトン、炭素13、およびケイ素29の核種の標準物質として用いられる。有機化学ではそれらの一般式がRR1R2R3Si（各置換基はHまたは有機基）と表される誘導体の総称を指してシランと呼ぶことが多い。詳細は項目: 有機ケイ素化合物 を参照のこと。